# 楽観的並行性制御
楽観的並行性制御（らっかんてきへいこうせいせいぎょ、optimistic concurrency control）とは、並行性制御(ロック)の手段の種別の一種である。楽観的ロックの概念である。トランザクションは読み込みフェーズ、検証フェーズ、書き込みフェーズを持つ。トランザクションは読み込みフェーズではread命令とwrite命令を実行する。そしてトランザクションがcommit命令に到着すると検証フェーズが始まる。ここでは、そのトランザクションが読み込みフェーズで他のトランザクションと競合していなかったかどうかを検証する。もし他から更新されてしまっていたら自らの更新処理を破棄し、エラーとする。さもなくばトランザクションは書き込みフェーズを開始し、変更内容をデータベースへ書き込む。対照的に悲観的並行性制御がある。